# Charles Clarke
Pour les articles homonymes, voir Charles Clarke.
Charles Rodway Clarke, né le 21 septembre 1950 à Hammersmith, Londres, est un homme politique britannique,  membre du Parti travailliste. 

## Biographie
Il est le fils d'un haut fonctionnaire anobli par la reine. Il étudie les mathématiques et l'économie à Cambridge.
Marxiste radical lorsqu'il est syndicaliste étudiant, il passe un an à Cuba en 1978 pour organiser un festival mondial de la jeunesse. De 1975 à 1977, il est président de la National Union of Students, le principal syndicat étudiant du Royaume-Uni.
À son retour, il commence une carrière dans la politique locale, devenant de 1980 à 1986 conseiller municipal de Hackney, un quartier déshérité du nord-est de Londres où habite alors Tony Blair.
Sa carrière politique le place très vite sous l'égide du chef du parti travailliste de l'époque, Neil Kinnock, dont il devient en 1983 le principal assistant. Il restera neuf ans à ses côtés jusqu'à la défaite électorale de 1992, où Kinnock cède la place à John Smith.
Il est député pour la circonscription de Norwich Sud de 1997 à 2010. 
Il devient en 1998, un secrétaire d'État au ministère de l'Education, puis l'année suivante au Home Office. On lui confie la présidence du Parti travailliste de 2001 à 2002.   
Il est promu ministre de l'Education, pour remplacer Estelle Morris, qui a démissionné en admettant n'avoir pas réussi à améliorer suffisamment le niveau scolaire.
Il est Ministre de l'Intérieur de décembre 2004 à mai 2006 succédant à David Blunkett et remplacé par Reid.
Il s'emploie surtout à faire passer des lois antiterroristes controversées, avant et après les attentats terroristes du 7 juillet 2005 dans les transports en commun londoniens, qui ont fait 56 morts et quelque 700 blessés.
Le 25 avril 2006, Charles Clarke a reconnu que 1 023 prisonniers étrangers ont été libérés et non expulsés du fait d'erreurs administratives. Soixante-dix-neuf étant considérés comme dangereux du fait de condamnation pour viol, assassinat ou pédophilie et trois ayant récidivé, Charles Clarke aurait alors présenté sa démission au Premier ministre Tony Blair qui l'aurait refusé. Cependant après la défaite du Parti travailliste aux élections locales du 4 mai 2006, Tony Blair remanie son gouvernement et Charles Clarke est limogé.